# The Clouds of Northland Thunder
The Clouds of Northland Thunder è il secondo album del gruppo musicale symphonic metal finlandese Amberian Dawn, pubblicato il 13 maggio 2009 per l'etichetta KHY Suomen Musiikki.
Tutte le tracce sono state composte da Heidi Parviainen e Tuomas Seppälä.
He Sleeps in a Grove, Incubus, Kokko - Eagle of Fire, Shallow Waters e Lionheart sono tracce scaricabili su Rock Band Network.
Di He Sleeps in a Grove è stato girato anche un videoclip.

## Tracce
1. He Sleeps in a Grove – 3:20
2. Incubus – 5:03
3. Kokko - Eagle of Fire – 3:17
4. Willow of Tears – 4:10
5. Shallow Waters – 3:38
6. Lost Soul – 3:43
7. Sons of Seven Stars – 3:43
8. Saga – 4:06
9. Snowmaiden – 3:45
10. Lionheart – 3:43
11. Morning Star – 4:36
12. Birth of the Harp – 4:06

## Formazione
- Heidi Parviainen - voce (mezzosoprano)
- Tuomas Seppälä  - chitarra e tastiere
- Tommi Kuri - basso
- Joonas Pykälä-Aho - batteria
- Kasperi Heikkinen- chitarra
- Emil Pohjalainen (Emppu) - chitarra